# آیرز، شهرستان کارول، ایلینوی
آیرز (به انگلیسی: Ayers) یک منطقهٔ مسکونی در ایالات متحده آمریکا است که در شهرستان کرول، ایلینوی واقع شده‌است. آیرز ۱۸۵٫۹۳ متر بالاتر از سطح دریا واقع شده‌است.